# Бірлік (Павлодарський район)
Бірлі́к (каз. Бірлік) — село у складі Павлодарського району Павлодарської області Казахстану. Входить до складу Зоринського сільського округу.
Населення — 416 осіб (2021; 426 у 2009, 383 у 1999, 395 у 1989).
Національний склад станом на 1989 рік:
- казахи — 100 %